# Anthores leuconotus
Anthores leuconotus là một loài bọ cánh cứng trong họ Cerambycidae.